# Jarny
 Jarny  es una población y comuna francesa, en la región de Lorena, departamento de Meurthe y Mosela, en el distrito de Briey y cantón de Conflans-en-Jarnisy.

## Demografía
| 515                       | 423 | 469 | 510 | ABS. | 704 | 709 | ABS. | ABS. | ABS. | 768 | 726 | 722 | 927 | 803 | 780 | 702 | 733 | 771 | 890 | 3 411 | 4 156 | 6 111 | 7 214 | 7 010 | 7 512 | 8 001 | 9 248 | 9 236 | 9 287 | 8 849 | 8 401 | 8 377 | 8 447 |
| (Fuente: INSEE y Cassini) |     |     |     |      |     |     |      |      |      |     |     |     |     |     |     |     |     |     |     |       |       |       |       |       |       |       |       |       |       |       |       |       |       |